# Faith No More

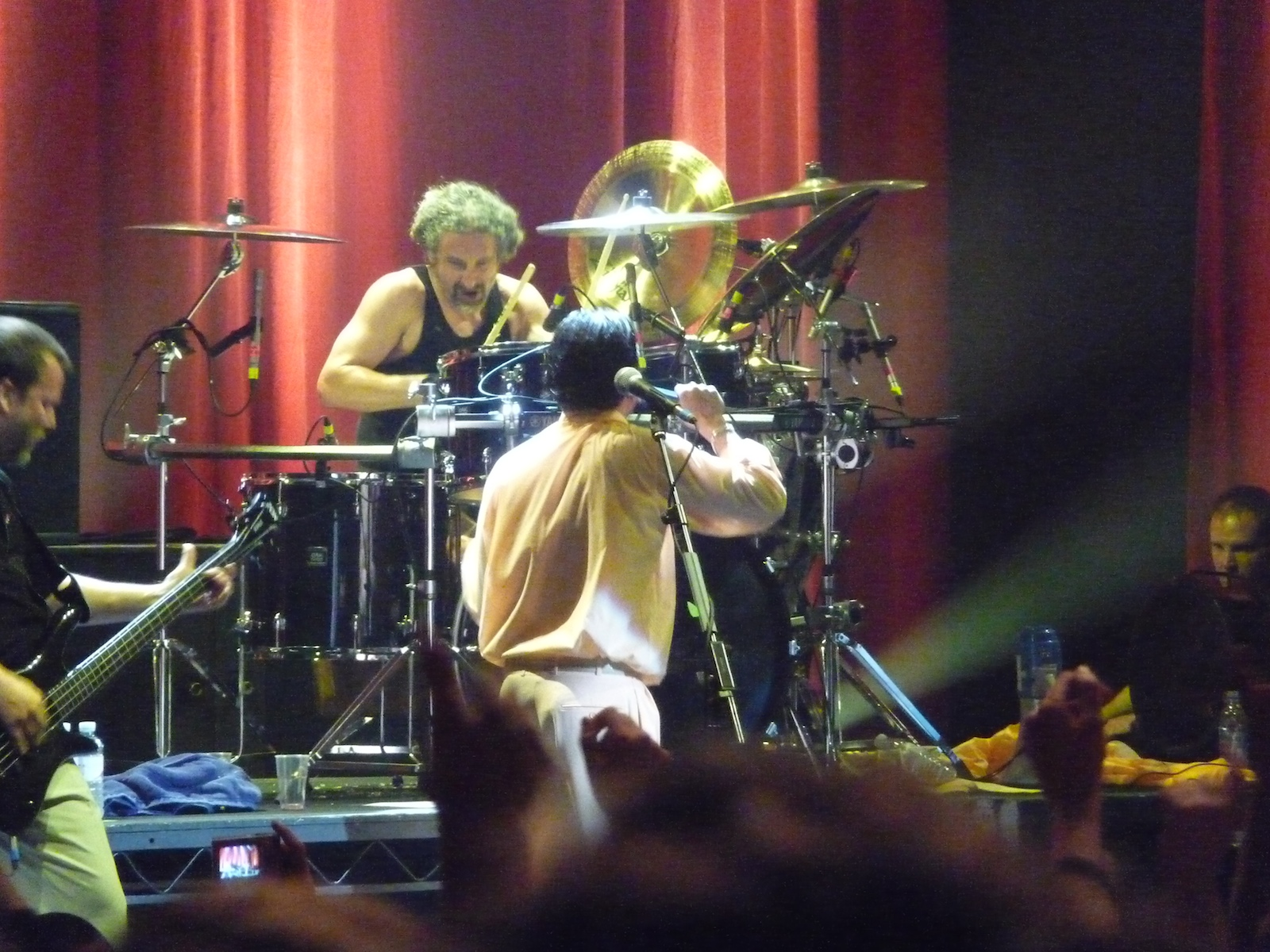
Майк Бордін, 2009

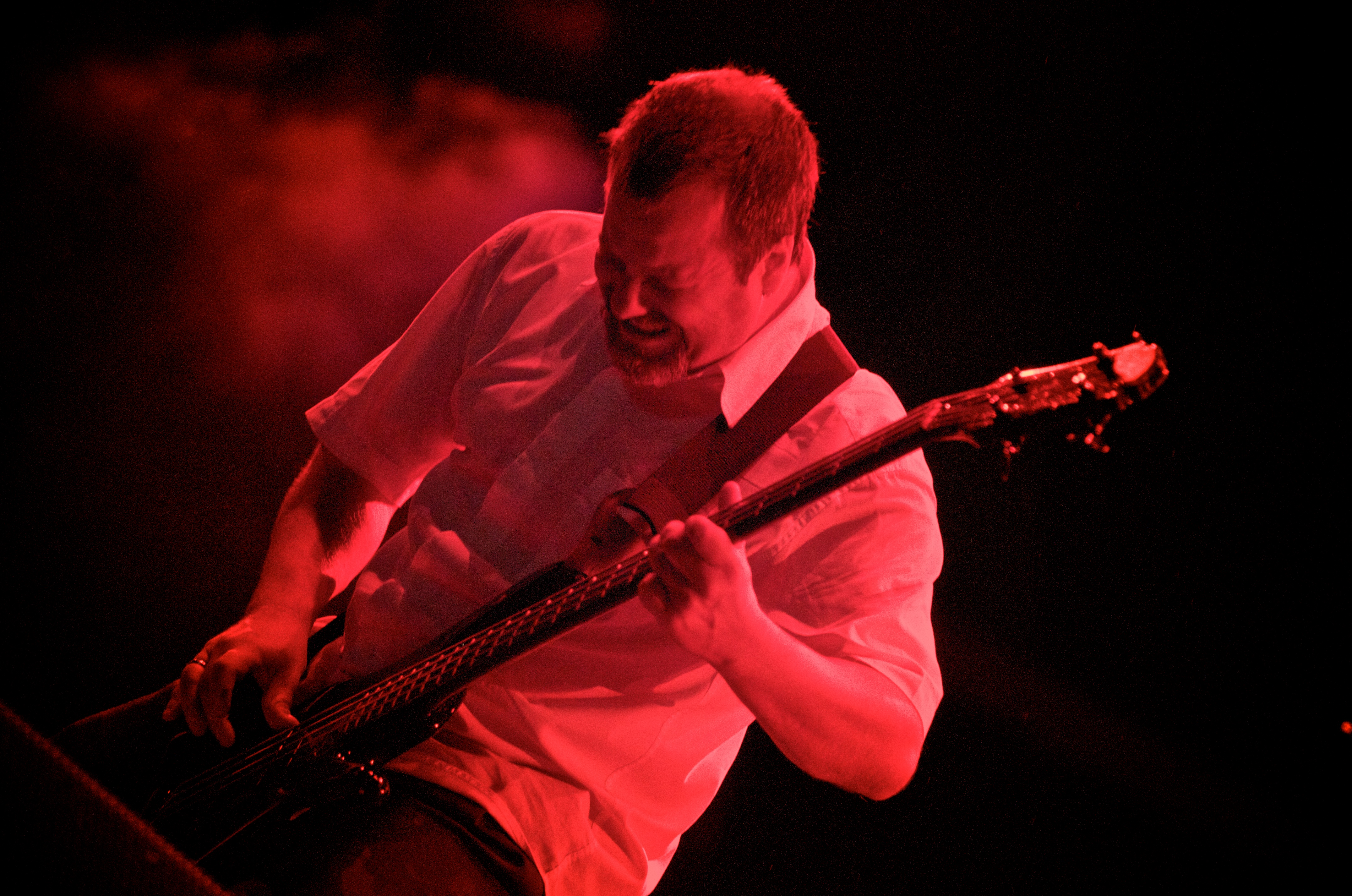
Біллі Гульд, 2009

Faith No More — каліфорнійський гурт з Сан-Франциско, музика групи поєднує в собі рок, реп і метал, неоромантику, поп, фолк та інші напрямки.
Група була заснована у 1981 році. Гурт був активним протягом 1981—1999 років і відновив концертну діяльність у 2009 році. Незмінні члени гурту — бас-гітарист Біллі Гульд та ударник Майк Бордін.
На початку 80-х у колективі співала Кортні Лав, дружина Курта Кобейна. Але її звільнили ще до здобуття колективом популярності.

## Дискографія

### Студійні альбоми
- 1985 — We Care a Lot
- 1987 — Introduce Yourself
- 1989 — The Real Thing
- 1992 — Angel Dust
- 1995 — King for a Day… Fool for a Lifetime
- 1997 — Album of the Year
- 2015 — Sol Inviktus